# FA Community Shield 2009
FA Community Shield 2009 var den 87:e upplagan av FA Community Shield, en årlig fotbollsmatch mellan vinnaren av förra säsongens Premier League och vinnarna av FA-cupen förra säsongen. Matchen spelades på Wembley Stadium, London, den 9 augusti 2009, och spelades mellan vinnarna i Premier League 2008/2009 Manchester United, och Chelsea som vann FA-cupen 2008/2009. Matchen slutade 2-2, och på straffar vann Chelsea med 4-1.

## Matchdetaljer
|           | 9 augusti 2009 | Chelsea                      | 2 – 2                      | Manchester United     | Wembley Stadium, London                    |                                            |
| 15:00 BST | 15:00 BST      | Carvalho 52′ Lampard 70′     | (0 – 1)                    | Nani 10′ Rooney 90+2′ | Publik: 85 896 Domare: Chris Foy (England) | Publik: 85 896 Domare: Chris Foy (England) |
| 15:00 BST | 15:00 BST      |                              |                            |                       | Publik: 85 896 Domare: Chris Foy (England) | Publik: 85 896 Domare: Chris Foy (England) |
| 15:00 BST | 15:00 BST      | Lampard Ballack Drogba Kalou | Straffsparksläggning 4 – 1 | Giggs Carrick Evra    | Publik: 85 896 Domare: Chris Foy (England) | Publik: 85 896 Domare: Chris Foy (England) |

| Chelsea | Manchester United |

| CHELSEA:        |    |                    |     |     |
|                 |    |                    |     |     |
| MV              | 1  | Petr Čech          |     |     |
| HB              | 2  | Branislav Ivanović | 13' | 46′ |
| MB              | 6  | Ricardo Carvalho   |     |     |
| MB              | 26 | John Terry (C)     |     |     |
| VB              | 3  | Ashley Cole        |     |     |
| DM              | 12 | Mikel John Obi     |     | 65′ |
| HM              | 5  | Michael Essien     |     |     |
| VM              | 15 | Florent Malouda    |     | 78′ |
| OM              | 8  | Frank Lampard      |     |     |
| A               | 39 | Nicolas Anelka     |     | 84′ |
| A               | 11 | Didier Drogba      |     |     |
| Avbytare:       |    |                    |     |     |
| MV              | 40 | Hilário            |     |     |
| F               | 17 | José Bosingwa      |     | 46′ |
| F               | 33 | Alex               |     |     |
| F               | 35 | Juliano Belletti   |     |     |
| MF              | 13 | Michael Ballack    |     | 65′ |
| MF              | 20 | Deco               |     | 78′ |
| A               | 21 | Salomon Kalou      |     | 84′ |
| Tränare:        |    |                    |     |     |
| Carlo Ancelotti |    |                    |     |     |

| MANCHESTER UNITED: |    |                   |     |     |
|                    |    |                   |     |     |
| MV                 | 12 | Ben Foster        |     |     |
| HB                 | 22 | John O'Shea       |     | 75′ |
| MB                 | 5  | Rio Ferdinand (C) |     |     |
| MB                 | 23 | Jonny Evans       |     |     |
| VB                 | 3  | Patrice Evra      | 80' |     |
| HM                 | 17 | Nani              |     | 63′ |
| CM                 | 24 | Darren Fletcher   |     | 75′ |
| CM                 | 16 | Michael Carrick   |     |     |
| VM                 | 13 | Park Ji-Sung      |     | 75′ |
| A                  | 10 | Wayne Rooney      |     |     |
| A                  | 9  | Dimitar Berbatov  | 3'  | 75′ |
| Avbytare:          |    |                   |     |     |
| MV                 | 29 | Tomasz Kuszczak   |     |     |
| F                  | 20 | Fábio             |     | 75′ |
| MF                 | 11 | Ryan Giggs        |     | 75′ |
| MF                 | 18 | Paul Scholes      |     | 75′ |
| MF                 | 25 | Antonio Valencia  |     | 63′ |
| MF                 | 28 | Darron Gibson     |     |     |
| A                  | 7  | Michael Owen      | 86' | 75′ |
| Tränare:           |    |                   |     |     |
| Sir Alex Ferguson  |    |                   |     |     |

| DOMARE - Assisterande domare: - Philip Sharp (Hertfordshire) - Simon Beck (Essex) - Fjärdedomare: Lee Mason (Lancashire) MATCHENS SPELARE - Ricardo Carvalho (Chelsea) | MATCHREGLER - 90 minuter. - Straffar om matchen är lika efter 90 minuter. - Sju avbytare. - Maximalt sex byten. |